# Clausenia confusor
Clausenia confusor är en stekelart som beskrevs av Kerrich 1967. Clausenia confusor ingår i släktet Clausenia och familjen sköldlussteklar.
Artens utbredningsområde är:
- Ghana.
- Nigeria.

Inga underarter finns listade i Catalogue of Life.